# محمد ولی مظفری
محمدولی مظفری کجیدی (متولد ۱۳۱۷ در روستای کجید از توابع دهستان سمام اشکورات در استان گیلان درگذشته ۵ تیر ۱۳۶۲ در سیاهکل) مشهور به مم ولی و متخلص به دامونی، شاعر و پژوهشگر فرهنگ عامه گیلان است. شعرهای مظفری به زبان گیلکی با گویش بیه پیشی است، تسلط او به زبان گیلکی باعث شده که دامنه استفاده از لغات گیلکی در اشعارش بسیار وسیع باشد. مظفری در سال ۱۳۳۸ اولین شعرهایش را سرود.
موسیقی و ترانه‌های خوانده شده در سریال پس از باران از کارهای مظفری است که توسط فریدون پوررضا خوانده شد.

## کتابشناسی
مجموعه آثار مظفری سی و یک سال پس از درگذشت وی در تیرماه ۱۳۹۳(سی و یک سال پس از درگذشت وی) در چهار جلد توسط انتشارات فرهنگ ایلیا در رشت چاپ شد که شامل عناوین زیر می‌باشد:
- مجموعه اشعار[۱۱]
- پژوهش‌های فرهنگ عامه شرق گیلان[۱۲]
- اصطلاحات و ضرب‌المثل‌ها (شرق گیلان)[۱۳]
- مسله‌ها (چیستان‌ها)[۱۴]

## سایر کارها
- تحقیقاتی در باب تقویم گیلکی و نوشتن مقالاتی در این باب در ماهنامه‌ها ی دامون و گیلان نامه[۱۵][۱۶]
- چهار کاست از اشعارش باصدای خود در سال ۱۳۵۸ که در آن اشعار معروفی از وی همچون نوغاندار، گیل لو ووسماره ضبط شده‌اند.[۷][۱۷]